# Каммінгтон (Массачусетс)
Каммінгтон (англ. Cummington) — місто (англ. town) в США, в окрузі Гемпшир штату Массачусетс. Населення — 829 осіб (2020).

## Демографія
Згідно з переписом 2010 року, у місті мешкали 872 особи в 404 домогосподарствах у складі 230 родин. Було 485 помешкань
Расовий склад населення:
| - 97,8 % — білих - 0,3 % — чорних або афроамериканців - 0,1 % — азіатів |

До двох чи більше рас належало 1,0 %. Частка іспаномовних становила 1,4 % від усіх жителів.
За віковим діапазоном населення розподілялося таким чином: 17,9 % — особи молодші 18 років, 68,5 % — особи у віці 18—64 років, 13,6 % — особи у віці 65 років та старші. Медіана віку мешканця становила 47,6 року. На 100 осіб жіночої статі у місті припадало 100,0 чоловіків;  на 100 жінок у віці від 18 років та старших — 97,2 чоловіків також старших 18 років.
Середній дохід на одне домашнє господарство  становив 63 630 доларів США (медіана — 52 500), а середній дохід на одну сім'ю — 74 093 долари (медіана — 61 375). Медіана доходів становила 43 750 доларів для чоловіків та 46 667 доларів для жінок. За межею бідності перебувало 5,3 % осіб, у тому числі 0,0 % дітей у віці до 18 років та 8,2 % осіб у віці 65 років та старших.
Цивільне працевлаштоване населення становило 425 осіб. Основні галузі зайнятості: освіта, охорона здоров'я та соціальна допомога — 28,5 %, роздрібна торгівля — 18,8 %, виробництво — 12,0 %, публічна адміністрація — 10,1 %.